# Championnats du monde de patinage de vitesse sur piste courte 1980
Navigation
Édition précédente Édition suivante
Les Championnats du monde de patinage de vitesse sur piste courte 1976 se déroulent à Milan en Italie entre le 22 mars 1980 et le 23 mars 1980. L'événement est géré par l'Union internationale de patinage.
Il y a douze épreuves au total : six pour les hommes et six pour les femmes. Les différentes distances sont le 500 mètres, le 1 000 mètres, le 1 500 mètres, le 3 000 mètres, le relais de 3 000 mètres pour les femmes et le relais 5 000 mètres pour les hommes, ainsi qu'un titre décerné au meilleur patineur sur l'ensemble des épreuves.

## Palmarès
| Épreuves        | Or                   | Or             | Argent               | Argent         | Bronze               | Bronze         |
| --------------- | -------------------- | -------------- | -------------------- | -------------- | -------------------- | -------------- |
| Hommes          |                      |                |                      |                |                      |                |
| 500 m           | Marc Bella (FRA)     | 47 s 780       | Shane Warren (AUS)   | 48 s 560       | Gaétan Boucher (CAN) | 53 s 440       |
| 1 000 m         | Gaétan Boucher (CAN) | 1 min 36 s 970 | Louis Baril (CAN)    | 1 min 38 s 030 | Kenichi Sugio (JPN)  | 1 min 38 s 110 |
| 1 500 m         | Gaétan Boucher (CAN) | 2 min 28 s 140 | Louis Grenier (CAN)  | 2 min 29 s 240 | Rodney Bates (AUS)   | 2 min 29 s 880 |
| 3 000 m         | Gaétan Boucher (CAN) | 5 min 15 s 860 | Louis Grenier (CAN)  | 5 min 15 s 880 | Shane Warren (AUS)   | 5 min 19 s 260 |
| 5 000 m relais  | Canada               | 7 min 57 s 780 | Australie            | 8 min 00 s 880 | Japon                | 8 min 01 s 670 |
| Toutes épreuves | Gaétan Boucher (CAN) |                | Louis Grenier (CAN)  |                | Marc Bella (FRA)     |                |
| Femmes          |                      |                |                      |                |                      |                |
| 500 m           | Mika Kato (JPN)      | 51 s 250       | Gloria Bogacki (USA) | 51 s 930       | Kathy Turnbull (CAN) | 52 s 080       |
| 1 000 m         | Mika Kato (JPN)      | 1 min 43 s 170 | Miyoshi Kato (JPN)   | 1 min 43 s 300 | Kathy Turnbull (CAN) | 1 min 44 s 690 |
| 1 500 m         | Miyoshi Kato (JPN)   | 2 min 38 s 470 | Mika Kato (JPN)      | 2 min 40 s 200 | Kathy Turnbull (CAN) | 2 min 41 s 430 |
| 3 000 m         | Miyoshi Kato (JPN)   | 5 min 35 s 540 | Kathy Turnbull (CAN) | 5 min 37 s 760 | Gloria Bogacki (USA) | 5 min 45 s 180 |
| 3 000 m relais  | Italie               | 5 min 06 s 860 | Japon                | 5 min 07 s 070 | États-Unis           | 5 min 15 s 330 |
| Toutes épreuves | Miyoshi Kato (JPN)   |                | Mika Kato (JPN)      |                | Kathy Turnbull (CAN) |                |

## Tableau des médailles
| Rang | Nation     | Or | Argent | Bronze | Total |
| ---- | ---------- | -- | ------ | ------ | ----- |
| 1    | Canada     | 5  | 5      | 5      | 15    |
| 2    | Japon      | 5  | 4      | 2      | 11    |
| 3    | France     | 1  | 0      | 1      | 2     |
| 4    | Italie     | 1  | 0      | 0      | 1     |
| 5    | Australie  | 0  | 2      | 2      | 4     |
| 6    | États-Unis | 0  | 1      | 2      | 3     |